# نقاط لو كوربوزييه الخمسة في العمارة

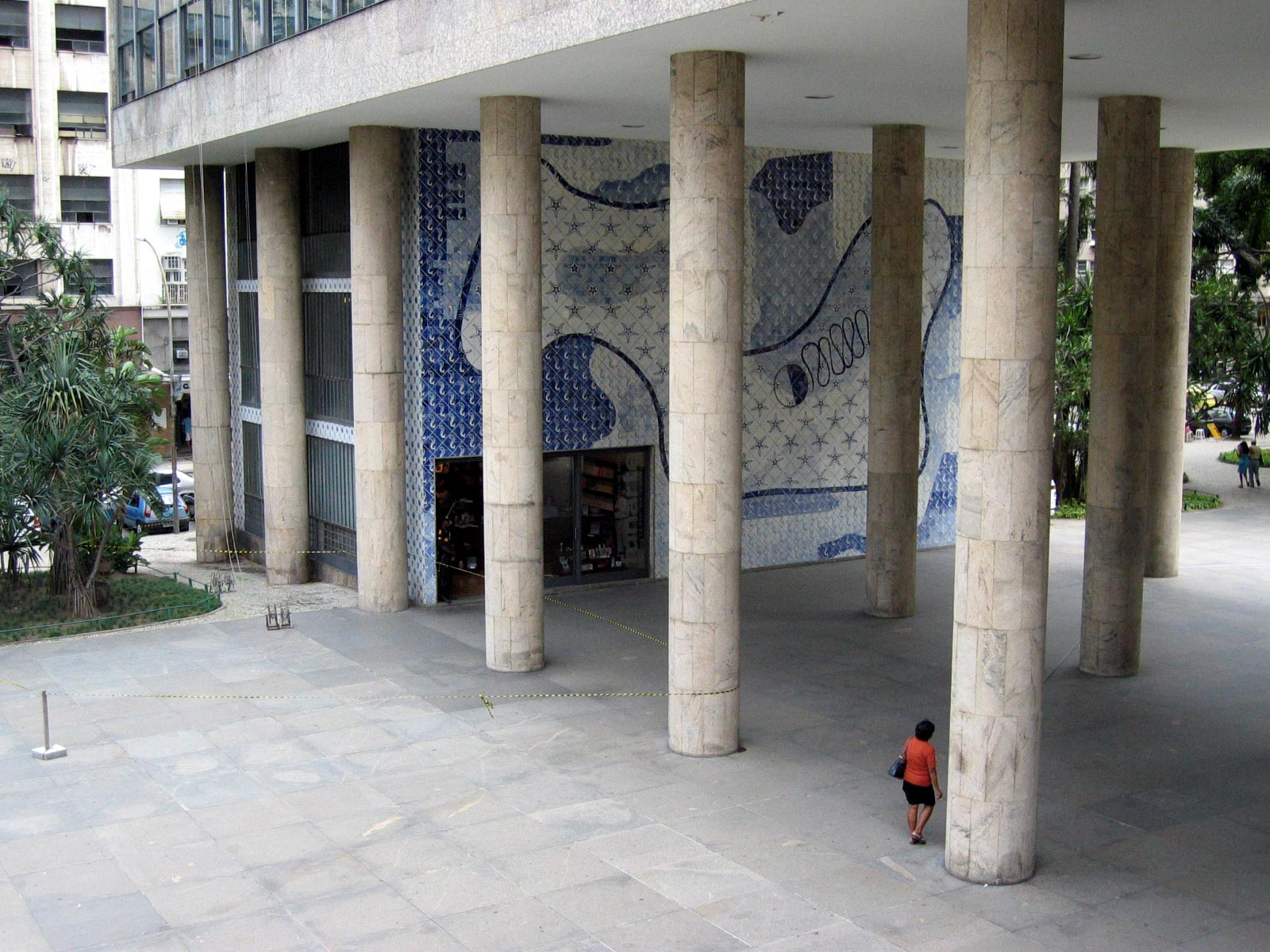
رفع قاعدة مبنى قصر غوستافو كامبيما في البرازيل على أعمدة.

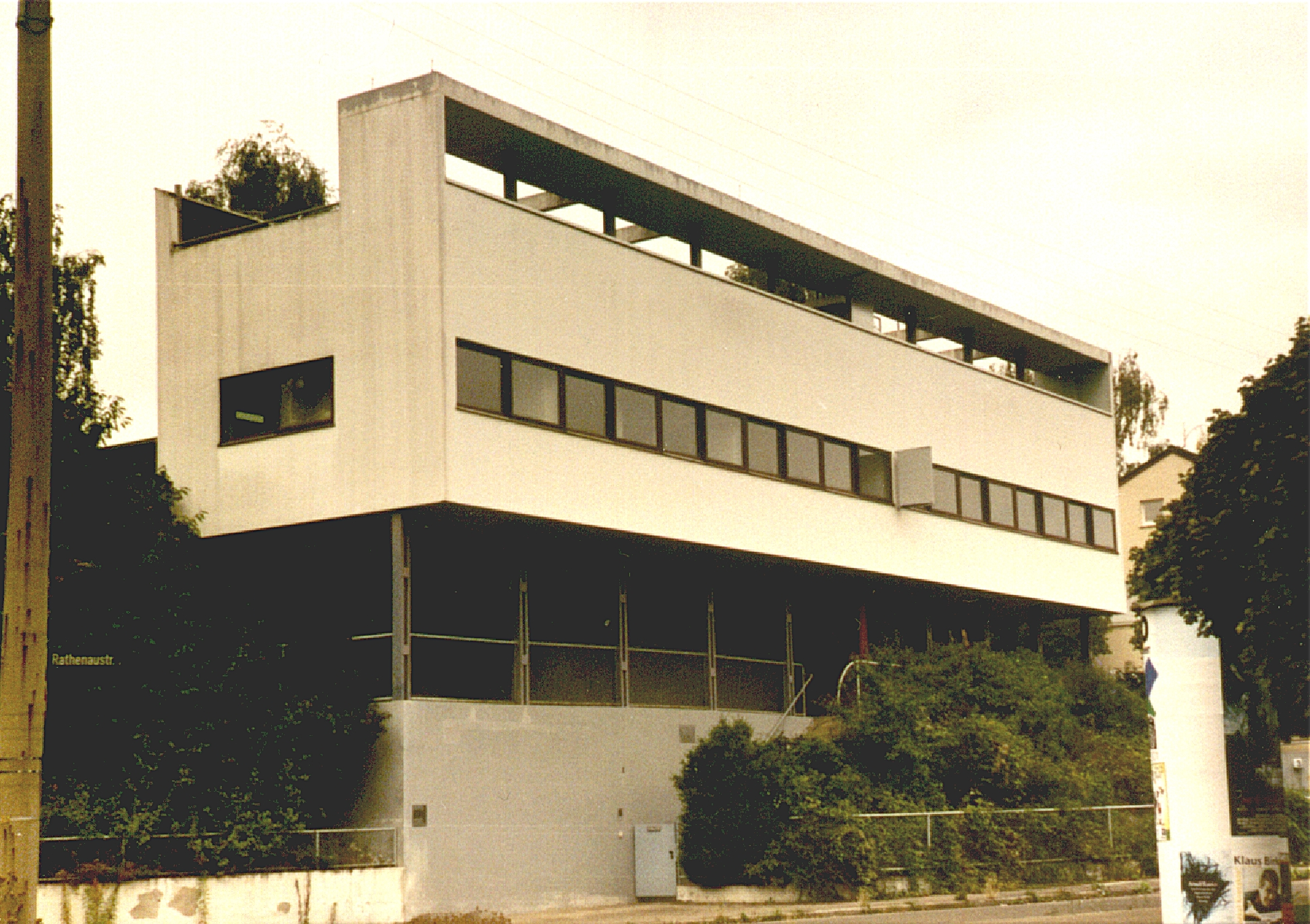
الواجهة الحرة والنوافذ الأفقية لمبنى منزل لوكوربزييه في وايزنهوف، ألمانيا.

نقاط لو كوربوزييه الخمسة في العمارة (بالإنجليزية: Le Corbusier's Five Points of Architecture) هي مجموعة من المبادئ في التصميم المعماري وضعها المعمار لو كوربوزييه عام 1926، ونشرها في مجلة "L'Esprit Nouveau" وفي أحد كتبه.

## النقاط
1. رفع المبنى على الأعمدة الدائرية Pilotis فوق مستوى الأرض مما يسمح باستغلال الحيز الذي يتوفر عند ذاك تحت المبنى. ويفترض هذا الاقتراح لطبيعة الحال باستخدام نظام إنشائي هيكلي يعتمد على الخرسانة المسلحة.
2. المسقط الحر Plan Libre الذي يوفره هذا النظام الإنشائي من حيث توفر الإستقلالية التامة للقواطع الداخلية عن العناصر الإنشائية الساندة للأسقف.
3. الواجهات الحرة التي يوفرها ذات النظام الإنشائي أيضا، بفضل الإستقلالية التي يتمتع بها الجدار الخارجي أيضا عن العناصر الإنشائية الساندة.
4. الشبابيك الأفقية الطويلة المنزلقة أفقيا Fenetre En Longeur.
5. حديقة السطح Roof Garden التي تتوفر باستخدام الساكنين كنتيجة طبيعية للأسقف المستوية التي أصبحت ممكنة بفضل التطورات في مجال الخرسانة المسلحة.

## التطبيق
لقد قام لو كوربوزييه بتطبيق تلك المبادئ في العديد من المساكن المستقلة التي صممها في نهاية العشرينات وبداية الثلاثينات مثل فيلا شتاين في غارش عام 1927، فيلا بيزوه في قرطاج بتونس عام 1928، كذلك في الفيلا الشهيرة، فيلا سافوي في بواسي عام 1929 - 1931. وقد عرض لو في معرض فايسنهوف الإسكاني في شتوتغارت عام 1927 تلك النقاط الخمس لزوار المعرض في الكاتالوج المرافق للمعرض، جنبا إلى جنب مع عمارتين للشقق السكنية اعتمادا على إنموذج «الستروان» مما ضمن انتشارا أوسع لأفكار لو كوربوزييه ومبادئه في أوساط المعماريين الألمان والأوربيين بشكل عام في فترة حاسمة من تاريخ العمارة الأوربية تميزت بالاهتمامات المتزايدة في موضوع الإسكان، ليس فقط للتعويض عن الدمار الذي لحق بالعديد من المدن نتيجة للحرب العالمية الأولى، بل أيضا بسبب دخول موضوع الإسكان إلى صدار أولويات الحكومات الأوربية في ذلك الوقت، وبخاصة في الإتحاد السوفيتي حيث كان توفير المسكن الملائم لكل فرد من أفراد المجتمع أمرا واجبا وضروريا التزمت به الدولة، كما اتضح في البيان الصادر عام 1924 عن الاجتماع الثالث عشر للحزب الشيوعي باعتبار الإسكان أهم قضية في الحياة المادية للعمال.